# Brain Training del Dr. Kawashima: Quanti anni ha il tuo cervello?
Brain Training del Dr. Kawashima: Quanti anni ha il tuo cervello? (東北大学未来科学技術共同研究センター川島隆太教授監修 脳を鍛える大人のDSトレーニング?, Tōhōku Daigaku Mirai Kagakugijutsu Kyōdōkenkyū Sentā Kawashima Ryūta Kyōju Kanshū: Nō o Kitaeru Otona no Dī Esu Torēningu, Brain DS Training per Adulti del Professor Ryuta Kawashima, Supervisore del Centro di Creazione per la Nuova Industria dell'Università di Tohoku) è un videogioco educativo sviluppato nel 2005 per Nintendo DS. Distribuito in America con il titolo Brain Age: Train Your Brain in Minutes a Day! e in Europa come Dr. Kawashima's Brain Training: How Old Is Your Brain?, il videogioco è basato sui test ideati dal neuroscienziato giapponese Ryuta Kawashima, il cui viso compare nel gioco. Oltre a esercizi di aritmetica e prove mnemoniche, il videogioco include quesiti di sudoku.
In seguito al successo di Brain Training, è stato prodotto un sequel dal titolo More Brain Training del Dr. Kawashima. Il gioco per Nintendo DS è stato inoltre convertito per Wii U e temporaneamente reso scaricabile gratuitamente. Nel 2009 Bandai Namco ha prodotto una versione per iOS denominata Brain Magister con il Dr. Kawashima (島教授の全脳トレ?, Kawashima Kyoju no Zen Noh Tore), basato su una trasposizione in Java ME sviluppato dalla stessa azienda nel 2007. Questo titolo è stato convertito per computer e Windows Phone 7. Sono inoltre stati sviluppati tre giochi derivati dal titolo Una pausa con... Brain Training del Dr. Kawashima.

## Modalità di gioco
Nel videogioco sono presenti nove tipi di esercizi differenti, a cui si va ad aggiungere una modalità per il Sudoku:
Calcolo 20
Consiste in una serie di venti operazioni (addizioni, sottrazioni e moltiplicazioni) da eseguire nel minor tempo possibile.
Calcolo 100
Variante dell'esercizio precedente con cento operazioni, tra cui anche alcune divisioni.
Lettura opere
Vengono proposti alcuni estratti di testi celebri da leggere nel minor tempo possibile.
Memoria lampo
Per un breve lasso di tempo verranno mostrate alcune caselle contenenti dei numeri. Quando i numeri non saranno più visibili, il giocatore dovrà toccare le celle nell'ordine numerico crescente.
Contasillabe
Verranno mostrate delle brevi frasi di cui bisogna fornire il numero di sillabe che le compongono.
Contagente
Bisogna quantificare le persone all'interno di un edificio contando gli ingressi e le uscite degli omini stilizzati.
Calcolo plurimo
Consiste in una catena di operazioni da risolvere nel minor tempo possibile.
Calcolo del tempo
Verranno visualizzati due orologi analogici e il giocatore dovrà ricavare la differenza temporale tra i quadranti.
Calcolo a voce
Simile agli esercizi di calcolo, con la differenza che il risultato va pronunciato al microfono.
Per la verifica dell'età cerebrale sono presenti diversi test, uno dei quali basato sull'effetto Stroop.
Nel menu principale è possibile interagire con il Dr. Kawashima utilizzando il microfono integrato. In base alle parole pronunciate, cambierà l'espressione del volto dell'avatar raffigurante il ricercatore.

## Sviluppo
Brain Training è ispirato alle ricerche del professor Ryuta Kawashima che nel 2003 ha pubblicato un volume di successo per la casa editrice Kumon. Venuto a conoscenza delle vendite eccezionali del volume, nell'estate del 2004 Satoru Iwata contatta Kawashima per creare un videogioco basato sulle sue teorie per Nintendo DS, la futura console messa in commercio dalla Nintendo. Sviluppato in soli tre mesi da nove programmatori, il primo prototipo vede la luce nel settembre dello stesso anno, due mesi prima dell'atteso lancio del DS. Iwata vuole organizzare una riunione con il ricercatore per mostrargli il gioco ma entrambi sono persone molto occupate: l'unico giorno libero per entrambi è tuttavia il 2 dicembre, data dell'uscita del DS. Iwata rinuncia ad apparire in pubblico pur di incontrare il Dr. Kawashima. Inizialmente programmata come breve conversazione, la discussione tra i due si protrae per ore.

## Successo commerciale
La serie di videogiochi Brain Training, che include il seguito More Brain Training del Dr. Kawashima, ha venduto oltre 30 milioni di copie nel mondo. Solo in Giappone le copie vendute del primo videogioco superano le 5 milioni di unità, raggiungendo una fetta di mercato più anziana e ottenendo il picco di vendite il 15 settembre, in occasione della giornata dedicata al rispetto degli anziani.
Nintendo ha distribuito metà delle royalty derivate dal videogioco a Ryuta Kawashima e al suo centro di ricerca. Nel 2008 lo stesso Dr. Kawashima ha dichiarato ad AFP che i soldi ricavati dalle vendite del videogiochi, stimata in 11 milioni di dollari, sono destinate alla ricerca e alla costruzione di laboratori.
Il videogioco è stato sponsorizzato da numerose celebrità, incluse Nicole Kidman, Patrick Stewart e Ronan Keating.